# San Bartolomeo (Venedig)

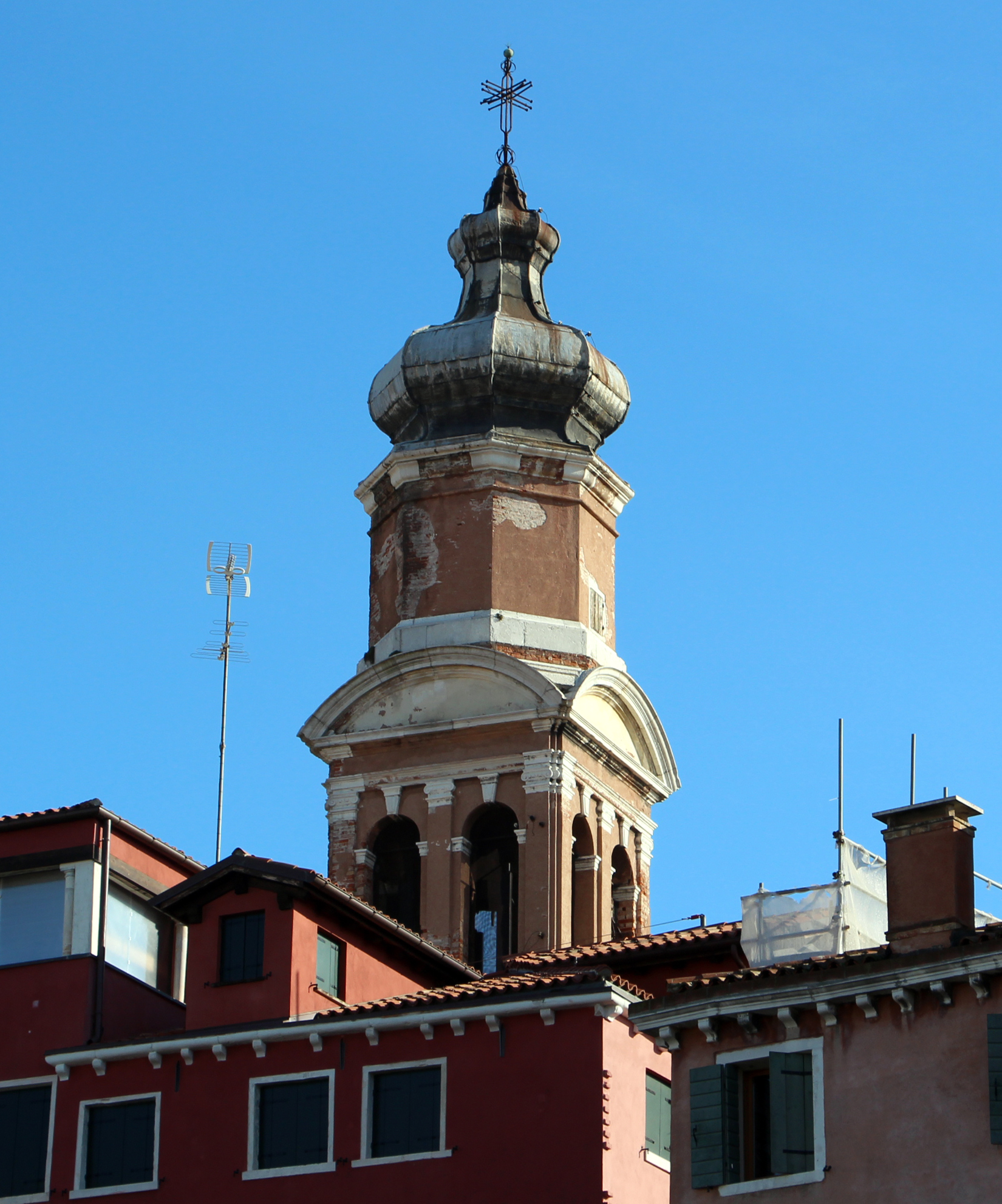
Der markante Glockenturm von San Bartolomeo, vom Canal Grande gesehen

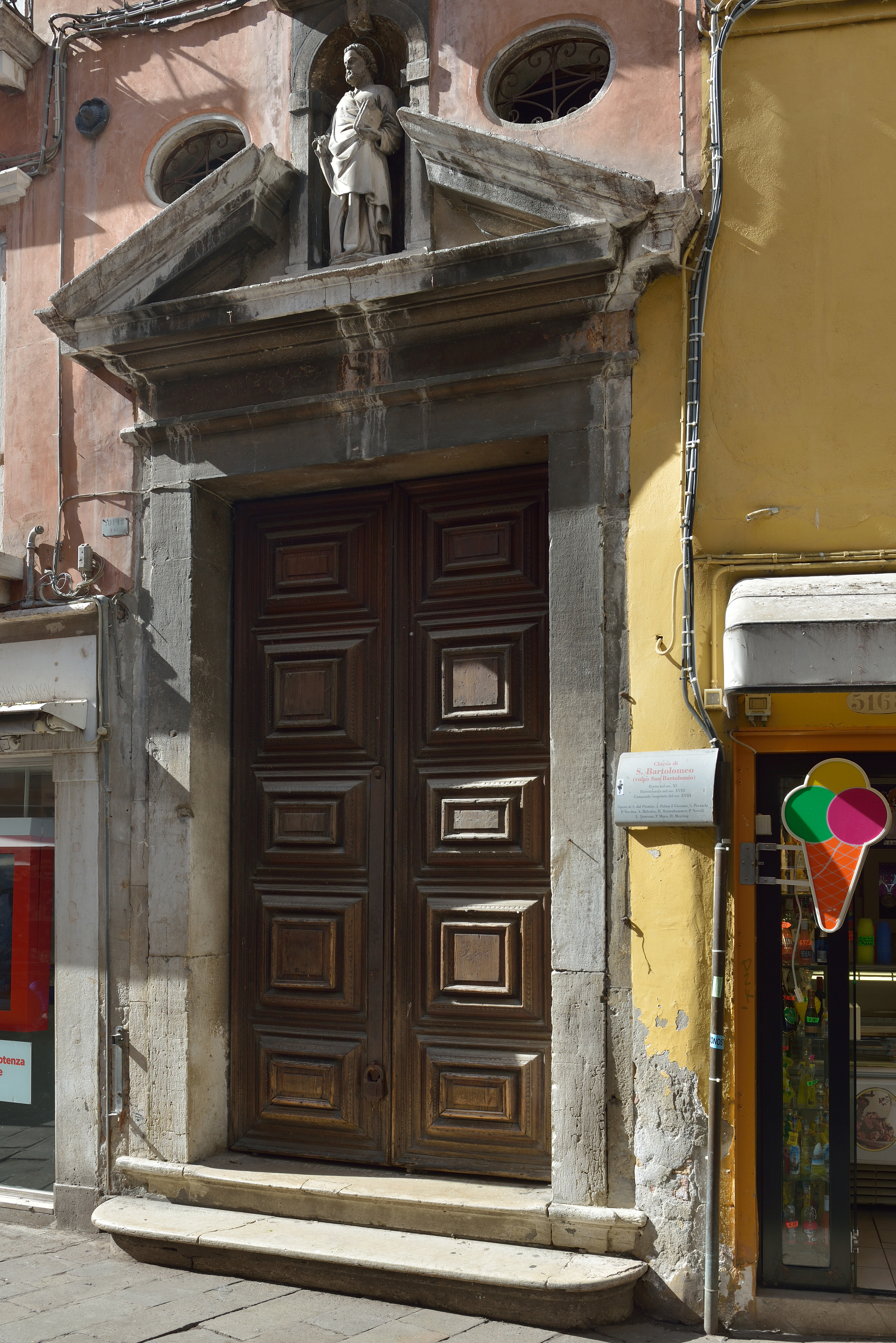
Portal

San Bartolomeo ist eine einschiffige Kirche am gleichnamigen Campo in Venedig. Der Legende nach wurde die Kirche im Sestiere San Marco im Jahr 840 gegründet, doch war sie immer wieder vom benachbarten San Salvador abhängig. Zugleich war sie eine der wichtigsten Kirchen für die meist deutschsprachigen Händler aus dem Reich, die in der Stadt lebten, und die sie überaus reich ausstatteten. Die heutige Kirche ist ein Werk des frühen 18. Jahrhunderts. Seit 1810 war sie eine Filialkirche von San Salvador, bis sie in den 1980er Jahren zu einer weltlichen Kulturstätte umgewidmet wurde.

## Lage und Innenausstattung
Die eigentliche San-Bartolomeo-Kirche ist, im Gegensatz zu dem weithin sichtbaren Glockenturm, leicht zu übersehen, denn die Kirche ist auf allen vier Seiten von Palästen umgeben.
In der Kirche befinden sich neben zwei Skulpturen von Heinrich Meyring († 1723) das Gemälde Caduta della manna von Sante Peranda (1566–1638), dann Castigo dei serpenti von Jacopo Palma dem Jüngeren sowie der Hauptaltar von Bernardino Maccarucci (1728–1798). Neben dem Presbyterium und in der rechten Kapelle befinden sich Fresken von Michelangelo Morlaiter, dem 1729 geborenen Sohn des Bildhauers Giovanni Maria Morlaiter.

## Geschichte
Die Gemeindekirche wurde, folgt man der venezianischen Tradition, zunächst 840 dem Heiligen Demetrios von Thessaloniki geweiht. Erstmals erscheint sie jedoch erst 1083 in den Quellen. Dem jetzigen Namensgeber wurde sie erst 1170 mit dem Neubau geweiht.

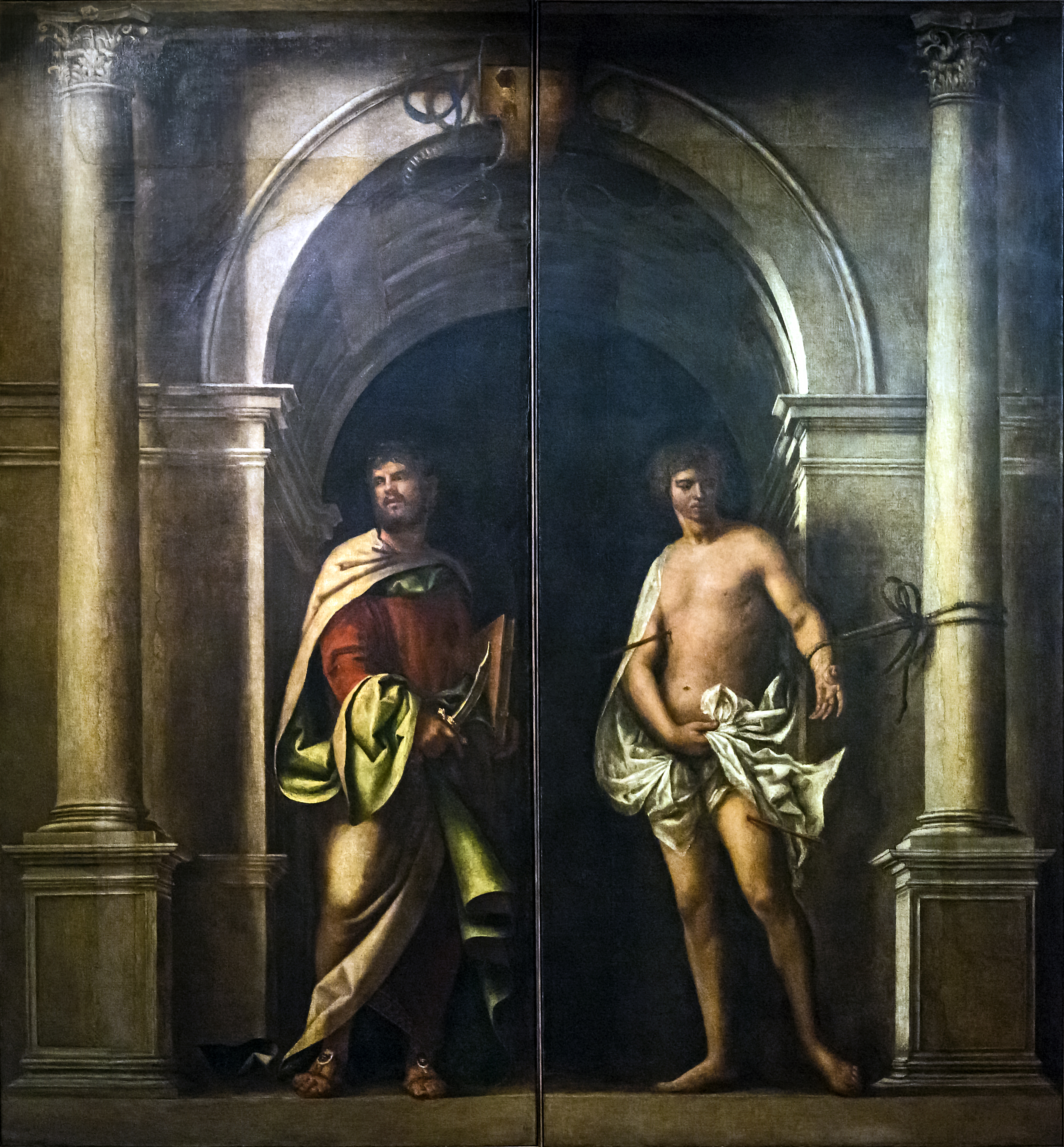
Das als Ante d'organo con santi bekannte frühe Meisterwerk von Sebastiano del Piombo von 1509 befindet sich heute in der Accademia. Türen geschlossen.

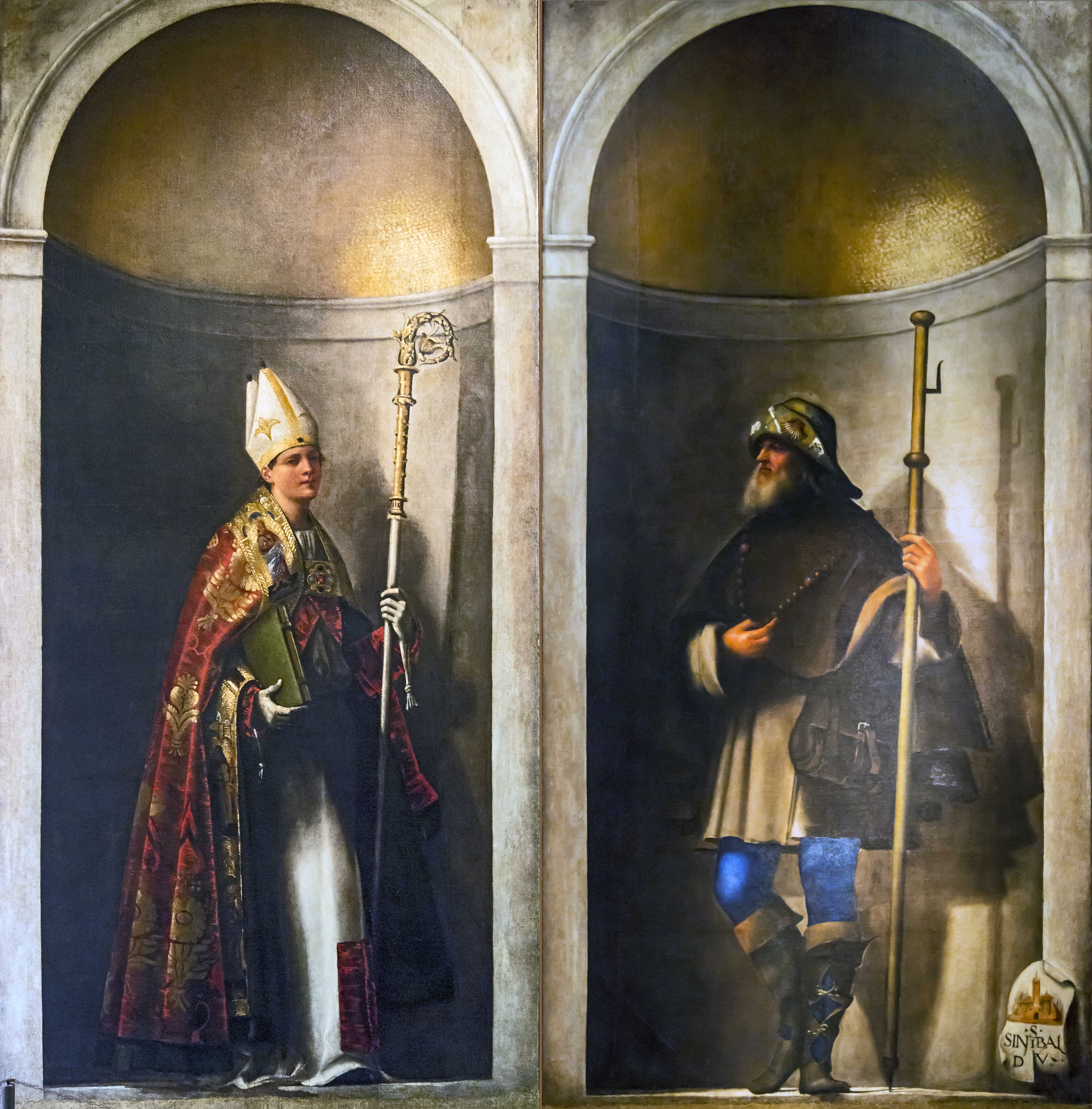
Das Meisterwerk mit geöffneten Türen

Mitte des 12. Jahrhunderts gerieten die Kanoniker des benachbarten San Salvatore in den „venezianischen Investiturstreit“ und den Kampf zwischen Venedig und Byzanz auf der einen, und dem Papst und den Normannen auf der anderen Seite. 1144/45 standen die Dandolo vor der Vertreibung. Nach dem Ende des offenen Krieges zwischen Venedig und den Normannen sollte jedoch ab 1149 das Verhältnis zwischen Kirche und Staat geklärt werden. Der Doge Domenico Morosini beeidete sogar, sich in die kirchlichen Verhältnisse und in Wahlen nicht mehr einzumischen. Allerdings spielten Prälaten nun auch keine Rolle mehr im venezianischen Staat.
Um für Frieden zwischen den Dandolo und den Polani von San Luca zu sorgen, wurde eine Ehe zwischen Andrea Dandolo, dem jüngeren Bruder des späteren Dogen Enrico Dandolo, und Primera Polani, einer Nichte des einstigen Dogen Pietro Polani arrangiert. Erst danach wurde das Interdikt aufgehoben und die Dandolo konnten 1150 oder 1151 nach Venedig zurückkehren.
Als auch die Kanoniker von San Salvatore zurückkehrten, sahen sie sich, trotz Unterstützung durch die einflussreichen Badoer, heftigen Anfeindungen ausgesetzt, die in tödlichen Übergriffen kulminierten. Dies führte aber auch dazu, dass nun San Bartolomeo von den enormen Zuwendungen der vermögenden Familien profitierte, die ihre Zuwendungen von San Salvatore abzogen. Doch mit Enrico Dandolo als Dogen ab 1192 verminderten sich die Auseinandersetzungen, so dass es 1198 San Salvatores Kanonikern sogar gelang, die Kontrolle über San Bartolomeo zu gewinnen.
Mitte des 13. Jahrhunderts entspann sich eine jahrzehntelange Rechtsstreitigkeit. Diese hing erneut mit der benachbarten San-Salvador-Kirche zusammen, die der Jurisdiktion des Bischofs von Castello entzogen worden war. Papst Lucius III. löste das Problem, indem er San Bartolomeo den Kanonikern von San Salvador unterstellte, doch veranlasste Innozenz III., dass die Kirche dem Weltklerus zurückgegeben wurde. Erst 1299 konnte der Streit beigelegt werden, nachdem sich die Parteien über die Gemeindegrenzen und die Zuweisung des Zehnten geeinigt hatten, den die Prokuratoren von San Marco einzuziehen und zu verteilen hatten.

1506 malte Albrecht Dürer sein Rosenkranzfest im Auftrag deutscher Kaufleute als Altarbild für San Bartolomeo, ein Meisterwerk, das sich heute in der Nationalgalerie Prag befindet.

Der Papst überantwortete San Bartolomeo 1342 dem Patriarchen von Grado, indem er San Bartolomeo zu einer Filialkirche von San Silvestro machte.
Doch 1451 wurde das Patriarchat durch die Bulle Regis aeterni aufgehoben und die Jurisdiktion ging mitsamt seinen sonstigen Rechten an das Patriarchat von Venedig. Zu diesen Rechten gehörte auch die Bestimmung des Gemeindepriesters, der aufgrund der fortbestehenden Affiliation an San Silvestro eine Reihe von Verpflichtungen behielt und Abgaben leisten musste.
Im 16. Jahrhundert galt die Kirche als offen für reformatorisches Gedankengut. In jedem Falle war die Kirche über mehrere Jahrhunderte ein wichtiger Anlaufpunkt für die im Fondaco dei Tedeschi angesiedelten Händler aus dem Reich, insbesondere für Taufen und Beerdigungen. Dementsprechend prächtig war ihre Ausstattung.
Ein erster Glockenturm entstand wohl 1170, doch nach dem Erdbeben von 1688 wurde er unter Leitung von Giovanni Scalfarotto 1747 bis 1754 mit Zwiebelturm auf achteckigem Grund nach dem Vorbild des Campaniles von Santi Apostoli neugebaut.
1806 ließ Napoleon, neben 60 Klöstern und insgesamt 24 Kirchen, auch San Bartolomeo aufheben und sein Gemeindegebiet an San Salvador überantworten, während San Bartolomeo zur Vikariatskirche wurde. Infolge der napoleonischen Dekrete brach nicht nur der Kunstmarkt unter dem massenhaften Verkauf von Kunstwerken zusammen, sondern es wurden auch 70 der einst 187 Kirchen abgerissen. Deren Kunstwerke tauchten vielfach auf dem internationalen Kunstmarkt auf, manche landeten am Ende in Museen, manche verschwanden.
Nach langer Vernachlässigung wurde die Kirche in den 1980er Jahren entweiht. Sie dient seither weltlichen Zwecken, zunächst als Kunstgalerie, dann, nach eingehender Restaurierung, als Ort für Konzerte.